# The Rain in Spain
«The Rain in Spain» es una canción de 1956 perteneciente al musical My Fair Lady, con música de Frederick Loewe y letra de Alan Jay Lerner.
La canción supone un punto de inflexión en la trama de la obra. El Profesor Higgins y el Coronel Pickering han estado machacando a Eliza Doolittle con ejercicios de fonética para corregir su acento cockney, incluyendo uno que consiste en repetir de forma continuada la frase "The rain in Spain stays mainly in the plain". Esta sentencia contiene cinco palabras con el diptongo [eɪ], que un cockney habitualmente pronuncia como [aɪ] (de manera similar a la palabra "eye"). Cuando están a punto de dejarlo por imposible, de pronto Eliza consigue recitar la frase impecablemente con todas las "aes" largas. Los tres celebran su triunfo repitiendo el ejercicio junto a otros similares como "In Hertford, Hereford and Hampshire, hurricanes hardly ever happen" o "How kind of you to let me come", en los cuales Eliza pronuncia la "h" correctamente. Según The Disciple and His Devil, la biografía del productor Gabriel Pascal escrita por su mujer Valerie, fue el propio Pascal quien introdujo estos ejercicios de fonética en la versión cinematográfica de Pigmalión de 1938, los cuales después acabarían formando parte de la canción "The Rain in Spain".
A pesar de su popularidad, la letra tiene algunas inexactitudes. Por ejemplo, en España la lluvia se produce principalmente en las zonas montañosas del norte y no en las llanuras como dice la canción. Por este motivo, cuando la película de 1964 fue doblada al castellano para su estreno en España, la frase fue adaptada como "La lluvia en Sevilla es una pura maravilla". Por su parte, el verso "In Hertford, Hereford and Hampshire, hurricanes hardly ever happen" tampoco es correcto, porque implica que alguna vez hay huracanes en esas tres ciudades, cuando en realidad son algo propio de las zonas tropicales (los únicos vientos de más de 64 nudos que hay en Inglaterra son producidos por ciclones extratropicales).

## Traducciones
My Fair Lady ha sido traducido a multitud de lenguas, con Eliza hablando los distintos dialectos locales. A continuación se incluye un listado con la adaptación de la frase "The rain in Spain stays mainly in the plain" en diferentes idiomas:
- Afrikáans: "Die Spaanse maan het in sy baan gaan staan"
- Alemán (Versión 1): "Es grünt so grün wenn Spaniens Blüten blühen"
- Alemán (Versión 2): "Es blüht so grün wie Blüten blüh'n im Frühling"
- Árabe: "سيدتي الجميلة: أنت القلب الكبير..أنت نعمة وإحسان..بنعمتك تختال علينا "
- Checo: "Déšť dští ve Španělsku zvlášť tam kde je pláň"
- Coreano: "스페인 평원에 비가 내려요"
- Danés: "En snegl på vejen er tegn på regn i Spanien"
- Español (México 1959) "El rey que hay en Madrid se fue a Aranjuez"
- Español (Película 1965): "La lluvia en Sevilla es una pura maravilla"
- Español (España 1982): "El juez jugó en Jerez al ajedrez"
- Español (España 2001): "La lluvia en España bellos valles baña"
- Español (México 2002) "Un ardid urdió el bardo en Madrid"
- Estonio: "Hispaanias on hirmsad vihmahood"
- Finés (Versión 1): "Vie fiestaan hienon miekkamiehen tie"
- Finés (Versión 2): "En säiden tähden lähde Madridiin"
- Francés: "Le ciel serein d'Espagne est sans embrun"
- Francés (Quebec) : "La plaine madrilène plait à la reine"
- Hebreo: "ברד ירד בדרום ספרד הערב" ("Barad yarad bidrom sfarad haerev")[5]
- Húngaro (Version 1): "Lenn délen édes éjen édent remélsz"[6]
- Húngaro (Version 2): "Hispánián át nyári zápor szitál"
- Islandés (Version 1): "Á Spáni hundur lá við lund á grund"
- Islandés (Version 2): "Á Spáni er til að bili þil í byl"
- Italiano (Película): "La rana in Spagna gracida in campagna"
- Italiano (Versión 1): "In Spagna s'è bagnata la campagna"
- Italiano (Versión 2): "La pioggia in Spagna bagna la campagna"
- Japonés: "スペインの雨は主に平野に降る。"
- Mandarín: "西班牙的雨大多數落在平原上"
- Maratí: "Ti Phularaani"
- Neerlandés (Versión 1): "Het Spaanse graan heeft de orkaan doorstaan"
- Neerlandés (Versión 2): "De franje in Spanje is meestal niet oranje"
- Noruego (Versión 1): "Det gol og mol i solen en spanjol"
- Noruego (Versión 2): "De spanske land har alltid manglet vann"
- Persa: "باران در سپاین می بارد فراوان"
- Polaco: "W Hiszpanii mży, gdy dżdżyste przyjdą dni"
- Portugués (Versión 1): "O rei de Roma ruma a Madrid"
- Portugués (Versión 2): "Atrás do trem as tropas vem trotando"
- Ruso (Versión 1): "Того и жди, пойдут в Испании дожди" ("Tovo i zhdi, poydut v Ispanii dozhdi")
- Ruso (Versión 2:) "В Севилье град крупнее, говорят" ("F Sevilye grat krupneye, govaryat")
- Sueco: "Den spanska räven rev en annan räv"
- Sueco (Versión 2): "Nederbörden och skörden" ("All nederbörd förstörde körsbärsskörden")
- Turco: "İspanya’da yağmur, her yer çamur"
- Ucraniano: "Дощі в Афінах частіше йдуть в долинах" ("Doshchi v Afinah chastishe jdut' v dolynah")